# 구름의 저편, 약속의 장소
《구름의 저편, 약속의 장소》(일본어: 雲のむこう、約束の場所)는 신카이 마코토의 2004년 SF 드라마 애니메이션 영화이다. 영화 속에서 '유니언'에 의해 일본이 분단된 대체 역사의 몇 년 동안 두 소년이 다른 한 친구가 사라지고 나서 서로 떨어지게 되지만, 국제적 긴장이 커지는 동시에 유니언이 지은 미지의 '탑'이 탑 주변의 물질을 평행우주의 물질과 치환하기 시작하고, 둘은 다시 서로 마주치며 사라진 친구가 세상을 구할 열쇠임을 깨닫게 된다.
1인 제작 방식을 택한 전작 《별의 목소리》와는 달리 최소한의 인원을 유지하며 공동으로 제작했고, 주요 직책은 신카이 마코토가 담당했다. 전작보다 섬세하고 화려한 색채, 탄탄한 스토리, 길어진 상영 시간 등의 특징을 보였다.
극장용으로 만든 작품으로 일본에 장기 상영, 위성방송 네트워크 애니맥스에서 방송되었고 대한민국과 더불어 전 세계에 DVD로 출시되었다.

## 줄거리
1974년 일본의 남북 분단 이후, 홋카이도(작중 에조)에 '유니언'의 통치가 시작되었다. 같은 해, 유니언은 엑슨 츠키노에라는 과학자가 설계한 기묘한 탑을 홋카이도에 건설하기 시작했다. 영화는 일본 북부 아오모리에 사는 후지사와 히로키, 시라카와 타쿠야, 사와타리 사유리 세 친구의 이야기를 그린다. 1996년, 셋은 중학교 3학년이 되고, 쓰가루 해협 북쪽 너머로 보이는 홋카이도의 탑에 매혹된다. 사유리는 나머지 두 소년과 가까운 친구가 된다.
두 소년은 추락한 해상자위대 무인 항공기를 발견하고 군수공장의 공장장 오카베의 도움을 받아 항공기를 개조하기 시작한다. 셋은 언젠가 홋카이도로 비행할 것을 다짐한다. 하지만 그 이전의 여름 동안, 사유리가 갑자기 사라진다.
3년 후, 타쿠야와 히로키는 항공기 개조를 중지한 채, 사유리가 사라진 비극과 슬픔으로 서로 다른 길을 걸어온다. 타쿠야는 미국 국가안보국의 지원을 받는 연합 연구소의 물리학 연구원 일을 하며 토미자와 교수의 지도하에 동료 연구원 카사하라 마키와 함께 평행우주를 연구한다. 그들은 1996년 가동을 시작한 홋카이도 탑이 탑 주변의 물질을 평행우주의 물질과 치환한다는 것은 알지만, 어째서 주위 2km까지만 그 영향이 미치는지는 알지 못한다. 타쿠야는 오카베가 윌터 해방전선의 지도자이며, 공장의 직원들이 전선의 요원들이라는 것을 알게 된 후 전선에 참여하게 된다. 오카베는 윌터의 대에조 작전에 타쿠야를 참여시킨다.
사유리는 지난 3년 동안 극심한 기면증을 앓으며 입원해온 것으로 드러난다; 3년의 대부분을 잠으로 보낸 것이다. 그녀는 꿈 속에서 그녀 외에는 아무도 없는 평행우주에 갇힌다. 토미자와 교수는 그녀가 평행우주와 홋카이도 탑의 주변 치환과 관련이 있을지도 모른다는 것을 발견하지만, 타쿠야에게는 이 정보와 사유리의 소재를 비밀로 한다. 토미자와 교수는 비밀리에 윌터 해방전선과 협력하며 오카베에게 사유리에 대해 알려주고, 오카베는 유니언과의 전쟁과 일본의 재통일을 위해 항공기를 이용해 홋카이도 탑을 폭파하는 윌터 해방전선의 계획을 공개한다.
오카베를 통해 사유리의 소재를 알게 된 타쿠야와 히로키는 잠든 사유리를 아오모리로 데려온다. 작전에 사용될 항공기는 2인승이기에, 타쿠야는 항공기를 홋카이도로 몰아 어린 시절의 꿈을 이루는 것을 히로키에게 맡긴다. 히로키는 사유리와 윌터 해방전선의 미사일을 실은 항공기를 해협을 건너 탑을 향해 몰게 된다. 항공기가 탑 주변을 선회하는 동안 사유리가 깨어나고, 그 즉시 탑이 가동되어 주변 지역을 치환시키기 시작한다; 치환된 지역이 홋카이도의 대부분을 집어삼킬 정도로 확대된다. 꿈의 마지막 순간, 사유리는 지난 3년 동안의 꿈의 기억을 잃게 될 것을 깨닫게 되며, 깨어나면서 히로키에 대한 꿈 속에서의 사랑의 기억을 잃고 눈물을 흘린다. 히로키는 기수를 돌려 미사일을 발사해 탑을 폭파하고 물질 치환을 멈춘다. 영화는 히로키가 사유리와 새로운 인연을 맺으려 그녀에게 다가가며 끝이 난다.

## 성우진
| 배역            | 일본어 성우       | 한국어 성우 |
| --------------- | ----------------- | ----------- |
| 후지사와 히로키 | 요시오카 히데타카 | 신용우      |
| 시라카와 타쿠야 | 하기와라 마사토   | 전태열      |
| 사와타리 사유리 | 난리 유카         | 윤미나      |
| 오카베          | 이시즈카 운쇼     | 최준영      |
| 토미사와 쓰네오 | 이노우에 카즈히코 | 윤세웅      |
| 카사하라 마키   | 미즈노 리사       | 이용신      |
| 아리사카        | 키우치 히데노부   | ―           |

## 수상
- 우수상(장편 부문) – 서울 국제 만화 애니메이션 페스티벌 2005
- 애니메이션 영화 부문 은상 – 캐나다 판타지아 영화제
- 세이운상 아트 부문 – 제44회 일본SF대회
- 애니메이션 영화상 – 마이니치 영화 콩쿠르 2004
- 표현기법상(1차 예고편) – 도쿄 국제 애니메이션 페어 2003[1]

## 만화화
《구름의 저편, 약속의 장소》는 월간 애프터눈에서 만화화되었다. 연재는 2006년 7월에 시작해 2006년 8월에 도합 7장으로 끝났다. 전개는 신카이 마코토, 작화는 사하라 미즈가 담당했다.